# Колесников Олексій Валерійович
Олексій Валерійович Колесников (лат. Aleksejs Koļesņikovs; нар. 5 жовтня 1981, Рига, Латвійська РСР) — латвійський футболіст, півзахисник.

## Життєпис
Народився в Ризі, проте футбольній майстерності навчався в Україні. До 1999 року виступав за Дніпропетровське вище училище фізичної культури. Дорослу футбольну кар'єру розпочав у другій команді донецького «Шахтаря», за яку дебютував 22 травня 2000 року в програному (0:2) виїзному поєдинку 30-о туру першої ліги проти «Явора-Сум». Олексій вийшов на поле на 82-й хвилині, замінивши Артема Савіна. У команді відіграв два з половиною роки (13 матчів у Першій лізі). У сезоні 2000/01 років виступав за третю команду «гірників» у футболці якої зіграв 13 матчів та відзначився 5-а голами. У 2001 році перейшов до «Зорі», за яку дебютував 22 липня 2001 року в програному (2:3) домашньому поєдинку 1-о туру групи В другої ліги проти алчевської «Сталі-2». Колесников вийшов на поле в стартовому складі та відіграв увесь матч, а на 45-й хвилині відзначився дебютним голом (з пенальті) за нову команду. У футболці «Зорі» відіграв півроку, у другій лізі провів 11 матчів (5 голів). Другу частину сезону провів у латвійському «РБК-Арма» (24 матчі, 16 голів).
Під час зимової паузи сезону 2002/03 років повернувся до України, де підписав контракт з запорізьким «Металургом». Проте спочатку виступав за другу команду «козаків», у футболці якої дебютував 5 квітня 2003 року в переможному (1:0) домашньому поєдинку 16-о туру групи Б Другої ліги проти одеського «Чорноморця-2». Олексій вийшов на поле в стартовому складі, а на 46-й хвилині його замінив Олександр Ковган.Згодом почав залучатися до тренувань першої команди, у футболці якої дебютував 2 серпня 2003 року в програному (0:1) виїзному поєдинку 5-о туру Вищої ліги проти київської «Оболоні». Колесніков вийшов на поле на 67-й хвилині, замінивши Олексія Савінова. У складі першої команди запорожців зіграв 2 матчі у Вищій лізі (та 1 поєдинок у чемпіонаті «дублерів»), 10 матчів (1 гол) провів у Другій лізі за «Металург-2».
У 2005 році повертається до Латвії, де виступає в клубах «Олімпс» (Рига), «Вента» (Кулдіша), «Рига» та «Юрмала». У 2009 році переїздить на Кіпр, виступає в клубах місцевого чемпіонату «Дігеніс Акрітас», «Отеллос» та «Халканорас Ідаліу». Сезон 2013/14 провів у клубу другої ліги польського чемпіонату «Сталь» (Ряшів). У 2014 році виступав на батьківщині, у «Даугава». Сезон 2014/15 років провів у нижчоліговому німецькому клубі «Блау-Вайс-94». Футбольну кар'єру завершив у 2016 році виступами в клубі «Екабпілс-ЕСК» з Першої ліги чемпіонату Латвії.